# Đá bào
Đá bào là nhóm tráng miệng lạnh gồm nhiều món được làm từ nước đá được bào nhuyễn và tẩm gia vị ngọt hoặc sirô. Tại Việt Nam, tên phổ biến được sử dụng là sirô đá bào.

## Thành phần
Đá bào đơn giản có hai thành phần chính:
- Đá tuyết: là nước đá lạnh được bào nhuyễn bằng máy hoặc bằng tay. Đá có thể bào nhuyễn đến mức giống như tuyết.[2] Chúng được để trong ly đựng bằng thủy tinh, nhựa hoặc cốc giấy.
- Nước tẩm ngọt: sirô, sâm dứa,...với nhiều màu sắc và hương vị khác nhau.

## Phong cách
Món đá bào có thể chỉ có duy nhất một màu: đỏ của sirô dâu, xanh lá cây của sâm dứa,... hoặc kết hợp nhiều màu. Chúng được đổ lên lớp đá đã bào nhuyễn thành nhiều lớp, hoặc đổ một bên, các bên khác đổ các loại sirô màu khác.
Các nước có các phong cách đá bào khác nhau phụ thuộc vào các thành phần bổ sung: trái cây xắt lát, sữa đặc, kem, kẹo, sô-cô-la, trà xanh,....